# Mingəçevir
Mingəçevir Azerbajdzsán negyedik legnagyobb városa, a 2018. évi népszámláláskor körülbelül 104 500 lakossal. A város Azerbajdzsán közigazgatási részét képezi. Egykor Kaukázusi Albaniához tartozott.

## Fekvése
Bakutól 323 km-re és 17 km-re a Baku–Tbiliszi-vasútvonaltól. Földrajzilag a régió a köztársaság közepén helyezkedik el, a Kura folyó mindkét oldalán.

## Földrajza, éghajlata
Mingəçevir 55 méter tengerszint feletti magasságban helyezkedik el a Bozdag hegylánc délkeleti lábánál, 55 méter tengerszint feletti magasságban, a Mingəçevir víztározó szélén az Azerbajdzsán közép-Kura-Araz alföldjén.
A város enyhe és meleg zónában épült, meleg és száraz nyarakkal és enyhe telekkel rendelkezik. Az éves átlaghőmérséklet 14-15 °C, a legmagasabb hőmérséklet 42 °C (július–augusztus) és a legalacsonyabb hőmérséklet -10 °C (január–február). Az átlagos csapadékmennyiség 250–300 mm.

## Története

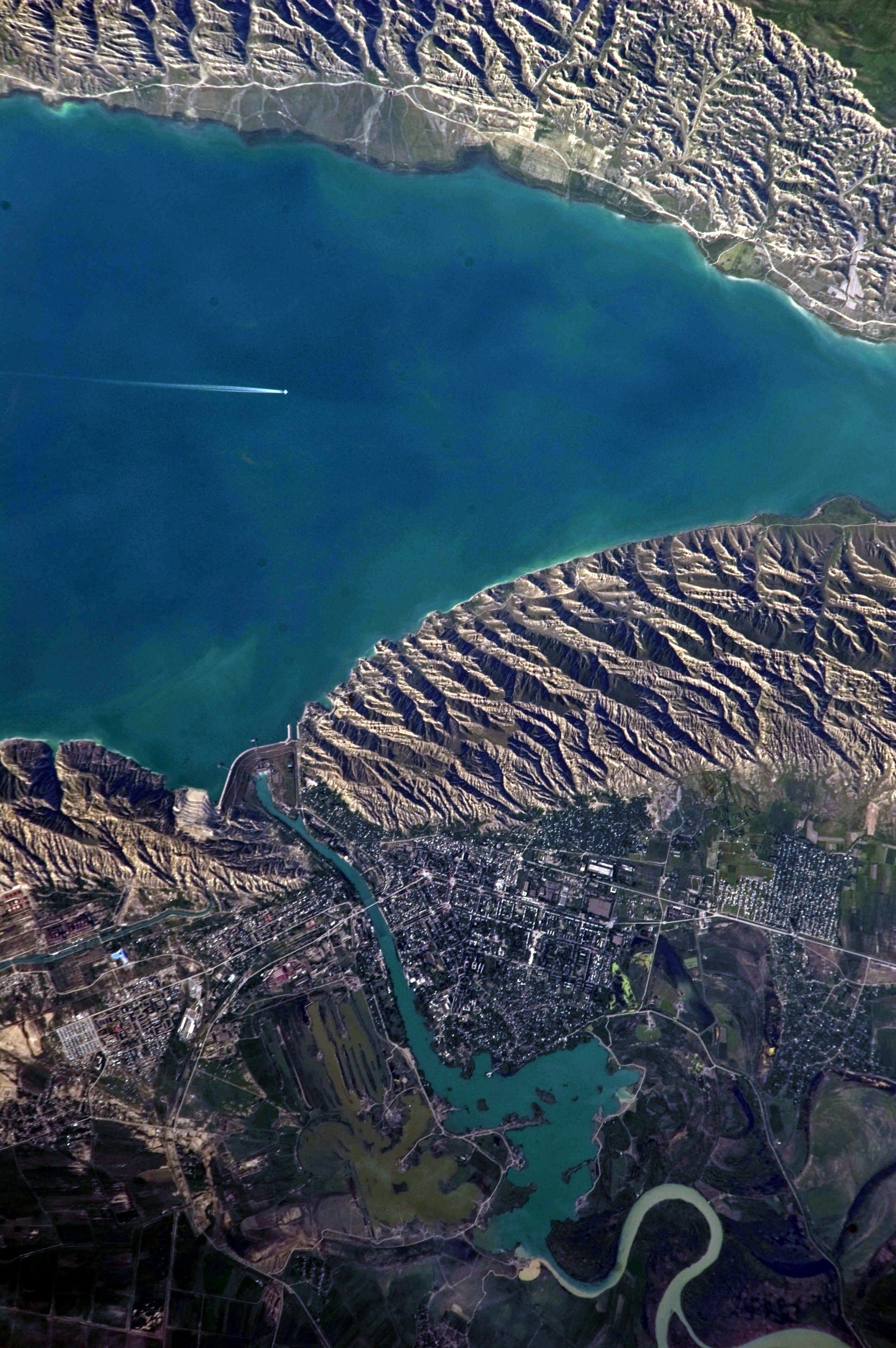
Mingəçevir és környéke légifelvételről

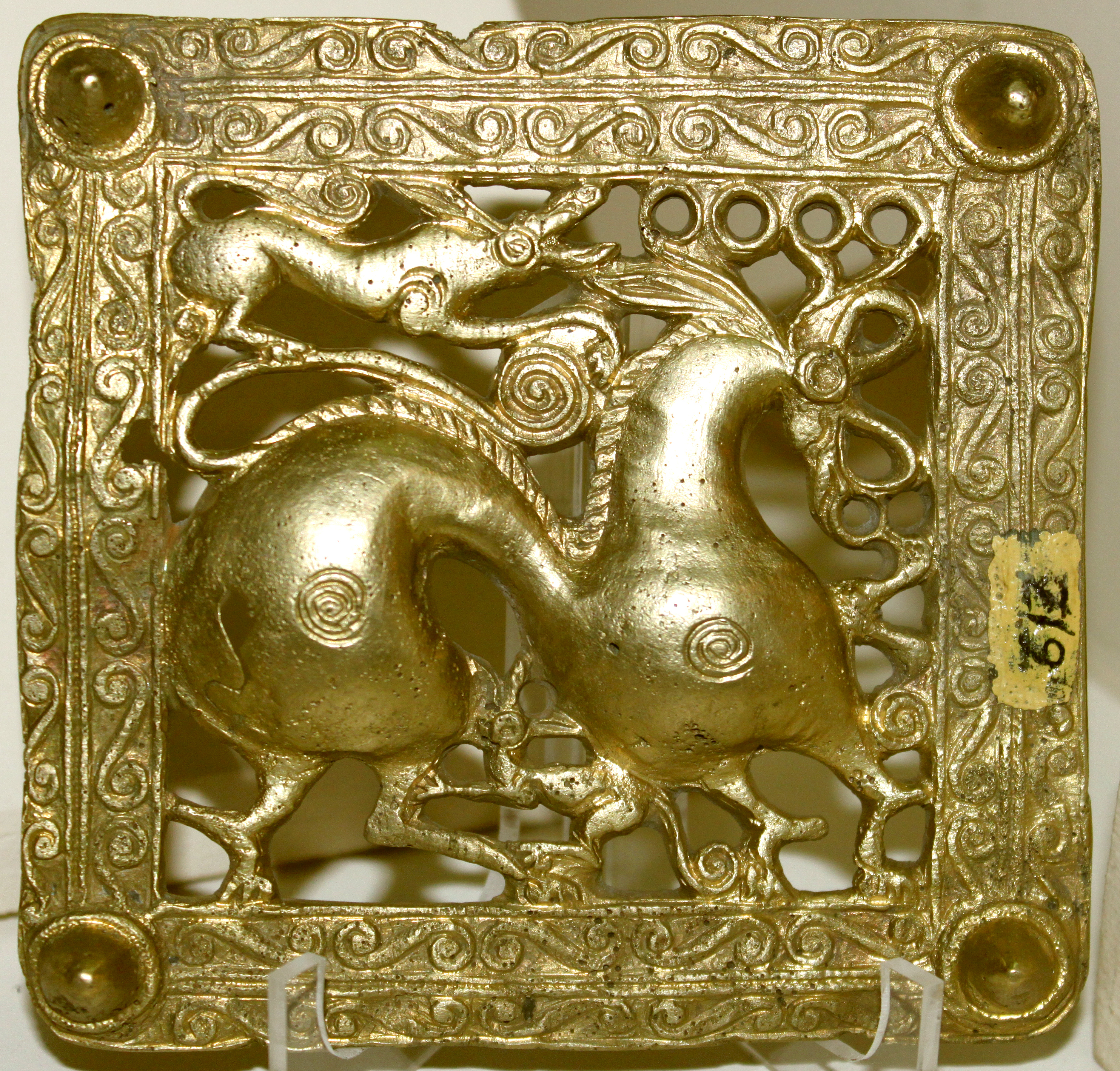
Szkíta aranylelet a mingəçeviri ásatás anyagából

A térség évezredek óta lakott, de a jelenlegi várost 1948-ban alapították, részben a második világháború alatt itt fogvatartott német katonák által. Annak ellenére, hogy Mingəçevir fiatal város, a mai város helye már ősidők óta lakott hely volt, története a neolit kortól (i. e. 3000) a 17. századig terjed.
1871-ben AI Berje, a kaukázusi régészeti bizottság elnöke volt az, aki először szolgáltatott régészeti információkat a területről Szentpéterváron, a régészek második kongresszusán. Ezt követően a város sok éven át elkerülte a régészek figyelmét, a régészeti kutatásokat csak az 1930-as évek közepén folytatták Mingəçevirben, a vízerőmű építésének részeként. A kutatásokat 1935-ben kezdték meg Pakhomov professzor vezetése alatt. Az ekkor végzett kutatások alkalmával két ősi települést és temetőt fedeztek fel, amelyek különféle sírokból álltak. A második világháború megakadályozta a kutatás befejezését.
A háború után azonnal megkezdődött a vízerőmű építése. Ez Mingəçevir régészeti kutatásának kezdete. A régészeti ásatásokat 1946 áprilisától 1953 augusztusáig az SM Azonos Qaziyev vezetésével végezte régészek egy csoportja a vízerőmű építésével kapcsolatban, az Azerbajdzsán Tudományos Akadémia legfelső tanácsának döntése alapján. A feltárások során 20 000 történelmi emléket - sírokat, eszközöket, a mindennapi élethez kapcsolódó dolgokat, ékszereket stb. találtak, amelyek időrendi sorrendben tükrözték a történeti periódusokat.
A kaukázusi alban ábécé legrégibb írásbeli emlékei és más régészeti leletek bizonyították, hogy Mingəçevir 5000 éve lakott hely. Ezen leletek többségét jelenleg az azerbajdzsáni Történeti Múzeumban mutatják be, míg egy részét a helyi Történeti Múzeumban tárolják.
A történelem sok tényt tud az ősi Mingəçevirről. A történelmi források szerint heves csata zajlott Pompej római parancsnok hadereje és Oris albán kormányzó hadserege között, éppen a jelenlegi gát területén, a Kura folyó partján, i. e. 1. században. A történeti tények azt is bizonyítják, hogy az ősi selyemút áthaladt a városon.
A 17. században élt, neves török utazó, Evlija Cselebi is írt a városról, és nagy településnek írta le a Kura folyó jobb partján, a Bozdag-hegy közelében. Elmondása szerint a településen számos mecset, selyem és selyemszövet gyártó műhely, fürdőház stb. volt található. Az onnan haladó úgynevezett "hírvivő út" összekapcsolta egymással a keleti országokba és azerbajdzsáni Saki, Qabala, Samaxi, Barda, Beylaqan városokba vezető utakat.

## A mai Mingəçevir
A mai Mingəçevir 1948-ban kapta meg város státuszát. A város népessége jelenleg 120 000, köztük 20 000 Karabakból és a megszállt szomszédos körzetekből lakóhelyüket elhagyni kényszerült ember.
A város a Kura folyó mindkét partján fekszik, mely egy 1515 km hosszú folyó, a Dél-Kaukázus legnagyobb és leghosszabb folyója. (A folyó Törökországban ered, átfolyik Grúzián és Azerbajdzsánon, a Kaszpi-tenger felé.)
A város az elmúlt 54 évben gyorsan fejlődött. Jelenleg az ország negyedik városának tekintik mind gazdasági potenciálját, mind a lakosok számát tekintve. Energia és ipar, tudomány, oktatás és kultúra szempontjából a köztársaság egyik legfontosabb városa. A munkaképes emberek száma Mingəçevirben 53 000, míg a munkában ténylegesen részt vevők száma 16 000. A kisvállalkozásokat foglalkoztató személyek száma 4000 fő.

## Gazdasága

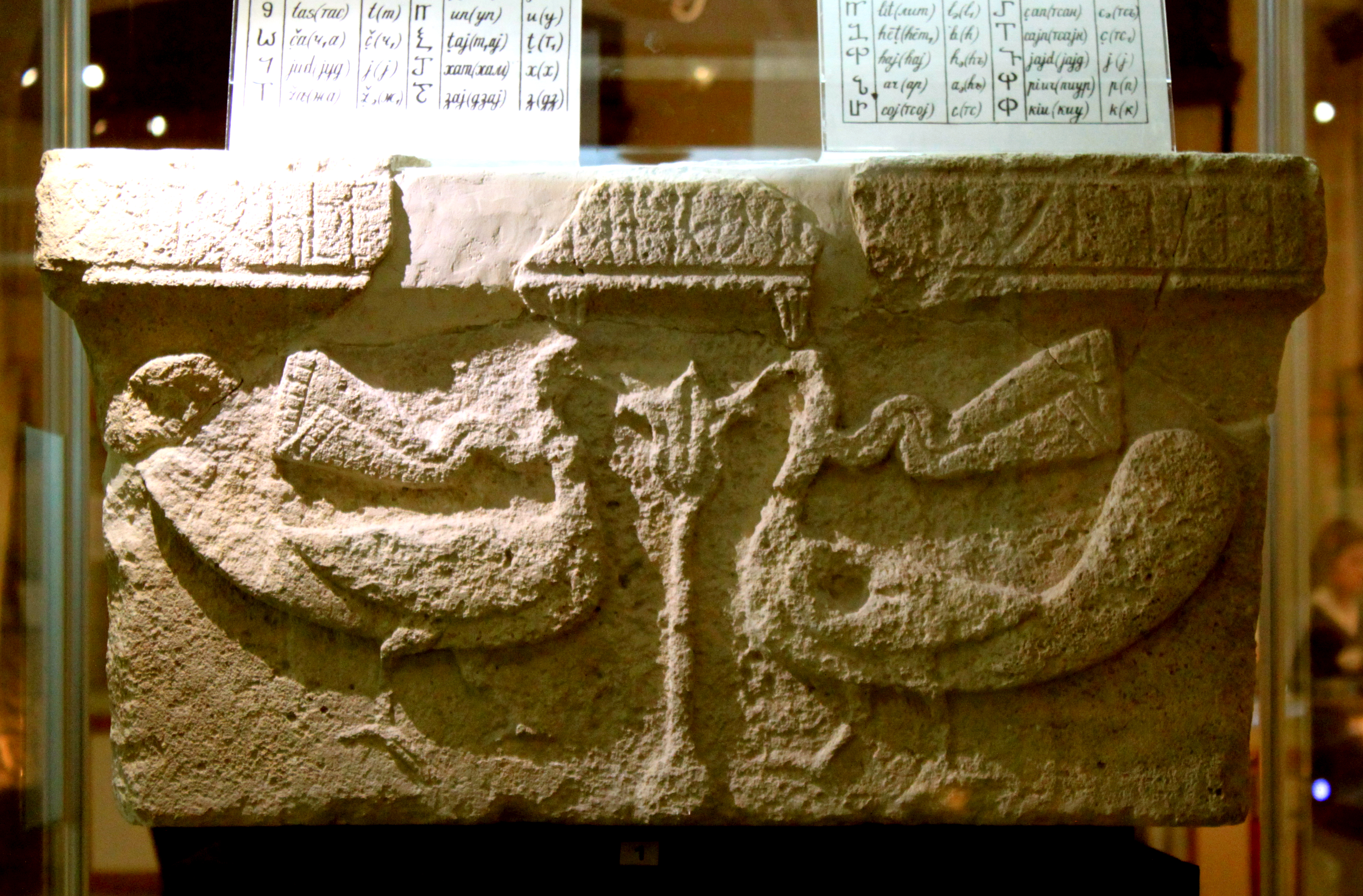
Egy oszlop alapja, kaukázusi Albania felirattal. Ezen a 7. századból való mingecseviri keresztény emléken két páva fog közre egy tulipánt, amely az azerbajdzsáni kutatók szerint az életet jelképezi.

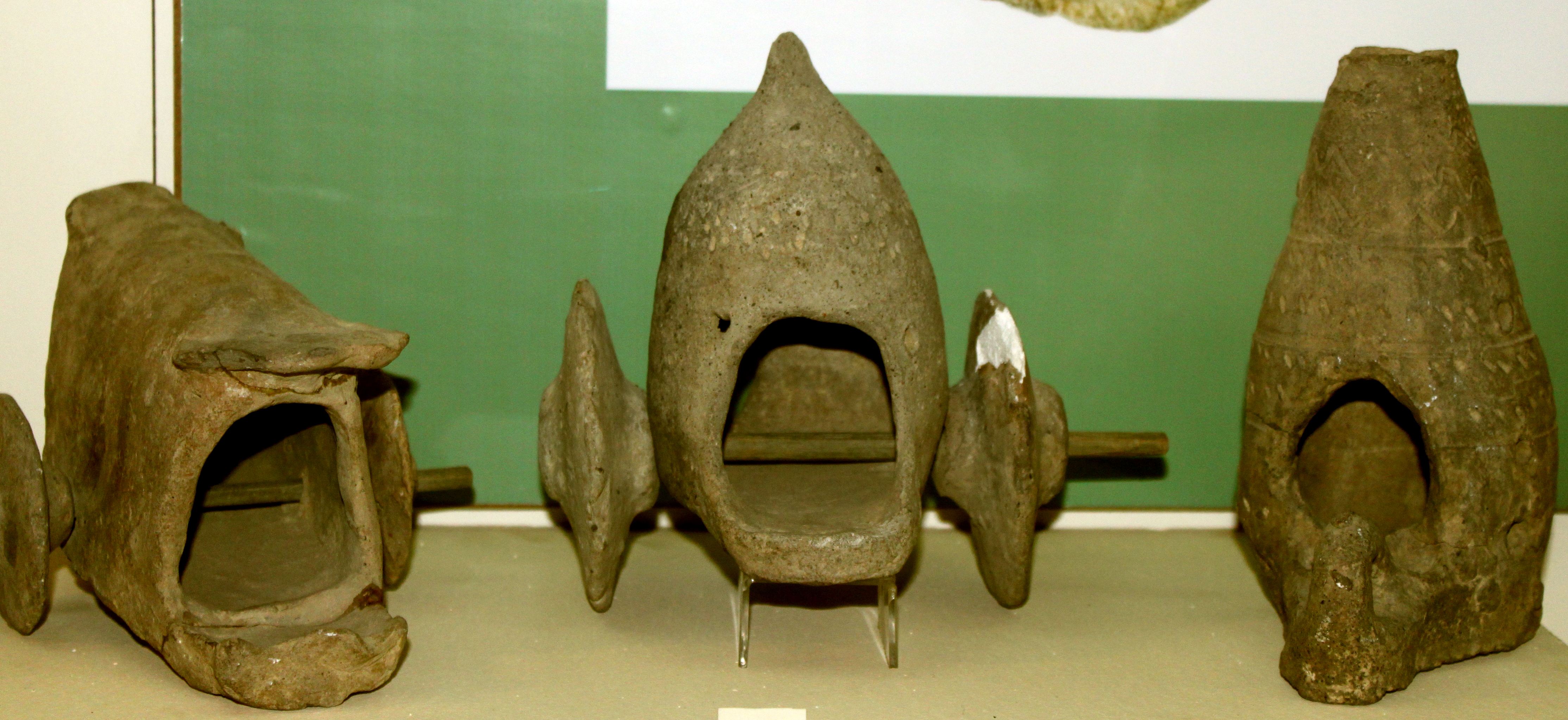
Agyagtárgyak Kaukázusi Albaniából a mingəçeviri múzeumban

2008-tól a városban működik a Mingəçevir halgazdaság, amely háromféle halat, pontyot, ezüst pontyot és tokot nevel.
A Mingəçevir-gát, a Mingəçevir-víztároló és a Mingəçevir-vízerőmű építése 1953-ban fejeződött be. A vízerőművek talajgátja, amelynek teljes kapacitása 15,6 köbkilométer, az egyik legmagasabb gát Európában, amelyet locsolás céljából építettek.  A víztározó a kerülettől 3 km-re északnyugatra helyezkedik el. A tározó hossza 70 km, szélessége 3–18 km, a legmélyebb pont körülbelül 75 méter és a teljes terület 605 km².
A Kura folyón kívül a tározó a 172 km hosszú Felső-Qarabag-csatorna és a 123 km hosszú Felső-Sirvan-csatorna két csatornáját táplálja. Ezeket a csatornákat 10 000 négyzetkilométernyi terület öntözésére használják Mil, Mugan és Sirvan sztyeppjein. A Varvara tározó és a Varvara vízerőmű 20 km-re keletre fekszik a Kura folyó Mingəçevir tározójától. A Varvara vízerőmű energiablokkjainak térfogata 16 MW.

## Nevezetességek
- Múzeum